# Parafia Matki Bożej Królowej Polski w Niemyjach Nowych
Parafia pw. Matki Bożej Królowej Polski w Niemyjach Nowych – rzymskokatolicka parafia, należąca do dekanatu Ciechanowiec, diecezji drohiczyńskiej, metropolii białostockiej. Siedziba parafii mieści się w Niemyjach Nowych. Została erygowana 3 maja 1950 roku. 

## Duszpasterze

### Proboszczowie
Obecnym proboszczem parafii jest ks. Jarosław Wojasiński.

## Obszar parafii

### Miejscowości i ulice
W granicach parafii znajdują się miejscowości:

- Koce Borowe,
- Niemyje-Jarnąty,
- Niemyje Nowe,
- Niemyje-Skłody,
- Niemyje Stare
- Niemyje-Ząbki